# Дубравлаг
Дубравлаг — Дубравное лагерное управление с центром в посёлке Явас Зубово-Полянского района Республики Мордовия. В разное время также назывался Дубравный лагерь, Особый лагерь № 3, Особлаг № 3, Дубравный ИТЛ. Представляет собой комплекс исправительных учреждений. Кодовое название — ЖХ-385. В настоящее время входит в УФСИН по Республике Мордовия. В 1960-е — 1980-е годы в Дубравлаг входили колонии для осуждённых по «политическим» статьям.

## История
25 мая 1931 года был основан Темлаг в системе ГУЛАГа.
Приказом № 00219 МВД от 28.02.1948 на основе Темниковского ИТЛ и Темниковской детской колонии организован Дубравный лагерь (позднее — Дубравное управление по исполнительным делам с условным названием «Учреждение ЖХ-385») — особый лагерь для политзаключённых. По состоянию на март 1953 г. в нём содержалось 14 225 человек.
В 1954 году он, как и другие особые лагеря, был превращён в обычный ИТЛ, а затем «Учреждение ЖХ-385» стало системой исправительно-трудовых колоний (ИТК). Их неофициально продолжали называть Дубравлагом, бытовало также название «Потьминские лагеря» — по названию железнодорожной станции Потьма, где находился пересыльный пункт, куда доставлялись новые заключённые для дальнейшего распределения по колониям.
Семь или восемь ИТК были предназначены исключительно для содержания осуждённых за «особо опасные государственные преступления». В 1961—1972 годах эти мордовские ИТК были единственными в СССР, куда направляли таких осуждённых. В 1962 году в Дубравлаг для отбытия наказания были отправлены все члены группы национального сопротивления латвийской молодежи «Балтийская федерация». На 14 июля 1965 г., по данным Прокуратуры РСФСР (Государственный архив Российской Федерации. Ф.461. Оп.11. Д.1607. Л.2.), там содержалось 3816 заключённых этой категории. Через эти колонии прошли Михаил Молоствов, Андрей Синявский, Юлий Даниэль,  Леонид Бородин, Николай Браун, Александр Гинзбург, Юрий Галансков, Кронид Любарский, Татьяна Великанова, Татьяна Осипова, Ирина Ратушинская, Владимир Осипов и многие другие советские диссиденты. Внимание к тяжёлым условиям содержания в этих колониях привлекла написанная в 1967 году и распространявшаяся в самиздате книга Анатолия Марченко «Мои показания».

## Начальники
- Сергиенко В. Т., генерал-лейтенант, с 8 апреля 1948 по 14 января 1952;
- Гладков П. А., генерал-лейтенант, (и. о начальника, упоминается 12 марта 1952 и в мае 1952);
- Черемисин И. Ф., полковник, с 16 апреля 1952 по 5 января 1954;
- Свинелупов М. Г., генерал-майор, и. о. начальника, не позднее 15 марта 1954 — по 7 сентября 1954;
- Трошин Ф. А., подполковник, с 13 августа 1954 — ? (упоминается 28 февраля 1955);

## Современность
В январе 2005 года слились учреждение ЖХ-385 и Управление исполнения наказаний по Республике Мордовия с образованием Управления ФСИН по Республике Мордовия. В настоящее время в Зубово-Полянском районе расположено 15 исправительных колоний. Из них ИК-22 является единственной (обособленной) в России, где отбывают наказание иностранные граждане.